# Rachel Talitman
Rachel Talitman, née à Tel Aviv-Jaffa (Israël), est une harpiste classique belgo-israélienne.

## Biographie
Rachel Talitman entreprend à Tel Aviv une formation musicale à l'Académie de Musique de l'Université de Tel Aviv. Elle se rend ensuite en Belgique afin de poursuivre ses études et intègre le Conservatoire Royal de Bruxelles, auprès de Susanna Mildonian. Elle y obtient un diplôme supérieur avec distinction, tout en suivant également les cours de Pierre Jamet à Paris afin d'approfondir l'école française qu'elle apprécie tout particulièrement.
Elle crée l’Ensemble Harpeggio qui consacre plusieurs disques à de nouvelles créations pour la harpe.
En 2004, elle crée le label indépendant Harp & Co consacré à son instrument, dans la continuité de la tradition de la harpe belge. La discographie de Harp&Co est variée et originale, couvrant différents registres – concertos, musique de chambre et récitals, du baroque au contemporain.
Elle est professeur de harpe au Conservatoire Royal d'Anvers jusqu'en 1985.

## Œuvres dédicacées à Rachel Talitman
- Jean - Michel  Damase.  Double Concerto  pour basson et harpe.  Hallucinations pour alto et harpe. De l ombre à  la  lumière pour trompette  et harpe[6].
- Anthony Girard : Double Concerto pour violon, harpe et orchestre à cordes « Voyage au Gré des Illusions » (2011)[2].
- Anna Segal : ensemble des pièces du disque Chamber Music for Harp.
- Paul Lewis.  Concerto Romantico pour harpe et orchestre,   "Songs of Israël "  pour harpe et quintette  à  cordes.
- Michel Lysight  Chronographie X pour harpe, flûte,  violon, alto et violoncelle.  Concerto Grosso  pour clarinette,  basson, harpe et quintette  à cordes.  Equinox pour clarinette  et harpe.
- Nicolas Meunier : Concert à Cinq
- Dirk-Michael Kirsch : Deux impromptus pour harpe Opus 37
- Yoram Meyouhas : Concertante pour flute et harpe et cinq instruments à cordes
- Robert Groslot : Poème Secret
- Laurent Coulomb : Sonate en Duo pour Clarinette et Harpe
- Bernard Andres : Le Seigneur des Amin, Concerto pour Harpe et Orchestre
- Anna Segal: Concerto Judaica for harp&Bassoon
- Judith Markovich :   When Words Fail for pour alto& Harpe
- Ayala Asherov : Fantasia pour  alto & harpe
- Amit Weiner :  La Noche Oscura del Alma  pour flûte  et harpe

## Prix et distinctions
- 1975 : lauréate du concours de virtuosité "Tenuto"[1]
- 1976 : lauréate du concours international de harpe de Paris
- 1977 : lauréate du concours international de harpe Marie-Antoinette Cazala à Gargilesse[1]
- 2017 : Life Career Prize Klassiek-Central.be

## Discographie
- 2023 : Harp&Bassoon "On the Roof"  Anna Segal, with Mavroudes Troullos - Bassoon, Doron Salomon - Conductor  Harp&Co CD-505051
- 2023 : French Recital for Clarinet and Harp vol 2. Avec Jean-Marc Fessard,  Harp& Co CD 5050-50
- 2022 : Yoram Meyouhas, Music for Flute and Harp, World Premiere Recording, Double Concerto  for Flute and Harp, Sonata, Psalms. Esti Rofe Flute, Doron Salomon Conductor Israel Strings Ensemble. Harp&Co CD5050-49
- 2022 : Johan Henrik Lorentz (1763-1818)  World Première Recording avec Eckart Lorenzen - violon, Ensemble  Harpeggio. Concerto  pour harp et orchestre,  sonate pour harpe, trois sonates pour harpe et violon. Harp&Co CD5050-48
- 2021 : Six Preludes Followed by Six Progressive Sonatas for Harp and Bassoon, Op.2, Luigi Concone, Rachel Talitman / Mavroudes Troullos, Harp& Co Cd5050-47[7]
- 2021 : Romantic Music for Harp, Paul Lewis, World Premiere Recording, avec Israel Strings Ensemble,  Doron Salomon  chef d orchestre.  Concerto  Romantico pour harpe et orchestre,  Songs of Israël harpe et quintette  à cordes, La Pâtisserie  Bigot, harpe solo. Harp&Co CD5050-46[8]
- 2021 : Carlos de Seixas (1704-1742) double album, Concerto pour harpe. Sonates.  Hatikva Quartet [9], Harp&Co CD5050- 45
- 2020 : Nicolas Meunier, Leopold Samuel, Marcel Obran, Joseph Jongen, Benjamin  Lycée, Belgian Composers "Pièces à Cinq" , World Première  Recording,  Harp&Co CD5050-44
- 2019 : Dirk-Michael Kirsch, "Isles of Dreams" - Chamber Music for Harp. World  Première  Recording,  Harp&Co CD5050-43
- 2018 : Joseph Antonin Stepan (1726-1797) Concertos pour harpe, World  Première  Recording, Harp&Co, CD5050-42
- 2017 : Anna Segal, "Chamber  Music  for Harp ", avec Jean-Marc Fessard - clarinette, Adrien Eble - hautbois, Ensemble Mendelssohn. Harp&Co CD5050-41
- 2017 : Jewish Composers "The Escapers"   Paul Ben-Haim, Samuel Dresden,Berthold Goldschmidt. Avec Pierre-Henri Xuereb, Marcos Fregnani-Martins, Adrien Eble et Johannes Burghoff. Harp&Co  CD5050-40
- 2017 : "In the Light of Ravel" , Introduction  et Allegro - Maurice  Ravel, la même formation, World Première  Recording, Robert Groslot - Poème  Secret, John Metcalf, Sergio Natra et Michel Lysight.  Harp&Co,  CD5050-39
- 2016 : The School of Harp  in France  vol 4,   Jean-David Hermann  (1760-1846) Deux concertos pour harpe et orchestre. Gabriel  Foignet deux  sonates pour harpe  et  violon avec Daniel Rubenstein. World  Première  Recording. Harp&Co  CD5050-38
- 2015 : Jewish Polish Composers "The Survivors"  Roman Ryterband, Arthur  Gelbrun, Mieczslaw Weinberg. Avec Daniel  Rubenstein, Marcos Fregnani-Martins, Pierre-Henri Xuereb.  World  Première  Recording. Harp&Co  CD5050-37
- 2014 : Anthony Girard,  Music for Harp. World Premiere Recording Double Concerto pour violon et harpe, "Voyage au gré des illusions" avec Alexei Moshkov, Orchestre Il Sono, Michel Lysight chef d orchestre. "La colombe et le lys", "Entre le souffle et le murmure", "Plus haut que les oiseaux". Harp&Co  CD5050-36
- 2014 : French Recital for Clarinet and Harp, Charles Nicolas Bochsa, Jacques Boufil, Philip Wolff. World Premiere Recording, avec Olivier Dartevelle.  Harp&Co  CD5050-35
- 2014 : Alphonse Hasselmans 1845-1912,  avec Noë Nathorp-violoncelle , Harp&Co,  CD5050-34
- 2013 : Leopold Wallner 1847-1913   avec Pierre-Henri Xuereb . World Premiere Recording  Harp& Co  CD5050-33
- 2013 : Jean-Xavier Lefèvre 1763-1829, Sonates pour clarinette et harpe, avec Olivier Dartevelle. World Premiere Recording, Harp&Co   CD5050-32
- 2013 : Joseph Lauber 1864-1952,  avec Pierre Martens, Marcos Fregnani-Martins, Pierre-Henri Xuereb, Noë Nathorp et Shiho Ono. World  Premiere  Recording.  Harp&Co  CD5050-31
- 2012 : French Recital for Flute,Viola and Harp.  Victor -François Desvignes 1805-1853, Theodore Dubois (1837-1934) Kadislas de Rohozinski (1886-1938) Maurice Thiriet (1906-1972)  World Premiere Recorging. Avec Marcos Fregnani-Martins et Pierre-Henri Xuereb.  Harp&Co  CD5050-30
- 2012 : Franz Anton Hoffmeister 1754-1822  Sonates. Avec Olivier Dartevelle-clarinette, Marcos Fregnani-Martins-flute, Pierre-Henri Xuereb viole d amour. World Premiere Recorging.   Harp&Co  CD5050-29
- 2011 : Belgian Chamber Music,  Jean Absil, Michel Lysight.  Avec Erez Ofer-violon, Marcos Fregnani-Martins -flute, Igal Braslavsky-alto et Karolina Mariatz-violoncelle. World Premiere Recording. Harp&Co   CD5050-28
- 2011 : British Chamber Music pour flûte, alto et harpe, Sir Arnold Bax, Sir Edward Elgar, William Mathias et Jonathan Llyod. Avec Marcos Fregnani-Martins, Pierre-Henri  Xuereb.  CD5050-26  Harp&Co
- 2011 : The School  of Harp  in France vol 3. Concertos  pour harpe,  Benoît Joseph Pollet (1753-1823)  Jean Baptiste  Cardon (1760-1803) Martin  Marcel  Vicomte de Marin (1769-1861)  World  Première  Recording CD5050-25   Harp&Co
- 2011 : Jean Cras  1879-1932,  Quintette  pour flûte,  violon, alto, violoncelle  et harpe,   Suite en Duo pour flûte  et  harpe,   Deux Impromptus pour harpe  solo. Avec Marcos Fregnani-Martins,  Erez Ofer-violon, Pierre-Henri Xuereb-alto, Hee-Yong Lim violoncelle. CD5050-24,   Harp&Co
- 2010: Jean Baptiste  Cardon 1760-1803. Concerto, Trio pour harp, violon et alto, deux sonates pour harpe et violon. Avec Tigran Maytesian -violon, Igal  Braslavsky - alto, Karolina  Mariarz - violoncelle.  CD5050-23, Harp&Co.
- 2010 : The Marvels  of Paganini, Serenata pour alto violoncelle  et harpe. Sonate pour  le grand alto et harpe, Fantasia - Bochsa et Thème et variations - Magistretti pour harpe solo, Terzetto Concertante pour alto, violoncelle  et harpe. Avec  Pierre-Henri  Xuereb,  Manfred Stilz. CD5050-22,  Harp&Co
- 2010 : Alexandre Tansman 1897- 1986, Leo Smit 1900-1943, Chamber Music. Avec Michael Guttman, Pierre-Henri Xuereb, Manfred Stilz , Marcos Fregnani-Martins. CD 5050-21  Harp&Co
- 2010 : Georg Christoph Wagenseil 1715-1777,  Concertos  for Harp, Two Violons and cello.  Avec Sylvie Bagara, Marie-Danielle Turner-violons, Emmanuel Tondus-violoncelle.  CD5050-20. Harp&Co
- 2009 : German  Recital  for Flute and Harp, Friedrich Wilhelm Rust (1739-1796), Anton Gottlieb Heyze (  ), Cramer Johan Baptist (1745-1977), Franz Anton Hoffmeister (1754-1812), Anton Bernhard Fürstenau (1792-1852). Avec Marcos Fregnani-Martins. Harp&Co,  CD5050-19
- Joseph Jongen ,  DVD,  Concerto pour harpe et orchestre  op. 129, avec l orchestre Il Sono , dirigé par André Poulet.  Esquisse pour harpe et quatuor à cordes op. 96 Avec Tigran Maytesian, Shiho Ono, Pierre-Henri  Xuereb,  André  Poulet.
- Joseph  Jongen,  Complete  Chamber  Music  with  Harp,  Concert à Cinq, Deux Pièces  en Trio, Introduction et Danse, Danse Lente, Valse. Avec Étienne  Plasman, Éric Melon, Pierre-Henri Xuereb,  Didier  Poskin.  Talent (2002)
- 2009 : Jean-Michel Damase[6], Chamber Music for Harp,  De l Ombre à  la lumière  pour trompette et harpe avec Bernard Beauchamp,  sonate pour violoncelle et harpe avec Damien Ventula, Trio pour flûte, alto et harpe  avec Marcos  Fregnani-Martins,  et Pierre-Henri  Xuereb,  Aubade pour harpe  solo. CD5050-18  Harp&Co.
- 2009 : Federigo Fiorello,  1755-1823,   Serenata I,II,III.  Sonate no. 2 op. 36 pour flûte bet harpe  avec Marcos  Fregnani-Martins. CD5050-17 Harp&Co.
- 2008 : Johan Georg Albrechtsberger 1736-1809,  Concerto  pour harpe en do, Partita  en do pour flûte  harpe  et violoncelle,   Concertino en mi bémol pour flûte, violon, alto violoncelle  et harpe.  Avec Ensemble Harpeggio, Luc Loubry-direction. Marcos  Fregnani-Martins,  Damien Ventula, Benjamin  Braude et Pierre-Henri  Xuereb.  Harp&Co  CD5050-16.
- 2008 : Donato Livreglio 1841-1907. Eco di Napoli, Fantasia, Norma, Mazurka, Aida, 3 Toccatine Notturno, avec Marcos  Fregnani-Martins-flute,  Luc  Loubry-Basson.  Harp&Co   CD5050-15.
- 2008 : French Recital for Viola and Harp, Pierre-Henry Xuereb, Jean-Michel Damase, Milandre Louis-Toussaint, Herold Louis-Joseph, Bochsa Charles, Ernest Chausson, Boulanger, Pascal Proust[6]. Harp & Co CD5050-14.
- 2008 : Stephen  Paxton. (1735-1787) Sonates 1-6 op.3 pour basson et harpe avec Luc Loubry. Harp&Co  CD5050-13.
- 2005 : Double Concerto pour basson et harpe, Jean-Michel Damase[6].
- 2004 : French music for Harp Flute and Bassoon, Jean-Michel Damase, Ravel, Salzedo, Jolivet, Du Boisbaudry
- 1994 : Sonatas Concertantes For Harp And Violin, Opus 113, 114 & 115, Ludwig Spohr / Rachel Talitman • Sergiu Schwartz
- 1994 : French Music for Flute & Harp, Shigenori Kudo, flute; Rachel Talitman, harp, Discover International 920141[6]
- 1990 : Romantic Rarities for Oboe and Harp, Gaetano Donizetti, Robert Nicolas Charles Bochsa, Henri Brod, Antonio Pasculli[10]
- 1979 : Konzertante Werke - Carl Ditters von Dittersdorf, Philipp Naegele, Günter Klaus, Rachel Talitman[11]